# Барбер, Джон (инженер)
Джон Барбер (англ. John Barber; 1734, Ноттингем — 1793, Нанитон, Уорикшир) — английский инженер и изобретатель. Известен прежде всего как изобретатель первой газовой турбины.

## Биография
Джон Барбер родился в 1734 году в Англии, в графстве Ноттингемшир. В 1760-х годах он переехал в графство Уорикшир, где работал на угольной шахте возле города Нанитон. Позже он жил также в Аттлборо (англ. en:Attleborough, Warwickshire, теперь в пределах Нанитона).
Между 1766 и 1792 годами Джон Барбер запатентовал несколько изобретений и разработок, касавшихся нескольких отраслей, в частности металлургии. Главным из его изобретений была газовая турбина, запатентованная им в 1791 году. Изобретение не было практически реализовано при его жизни. Вместе с тем, Барбер был первым, кто дал подробное описание принципа действия газовой турбины.
Умер Джон Барбер в 1801 году, 6 октября 1801 года он был похоронен возле церкви святого Николая в Нанитоне.

## Газовая турбина

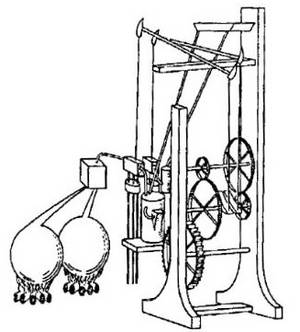
Газотурбинная установка Джона Барбера. Рисунок из его патента.

Прототипы газовых турбин, к которым относят так называемые дымовые машины, были известны еще в XVII ст., но отправным пунктом в развитии газовых турбин можно считать изобретение Джона Барбера. В его патенте были зафиксированы основные принципы работы газовых турбин.
Турбина Барбера могла работать на нефти, угле и древесине, что обеспечивалось путем их предварительной газификации (перегонки) в специальных емкостях в виде реторт. В схеме его газотурбинной установки кроме воздушного, был и газосжигательный компрессор. Смесь, образованную воздухом и газом, предлагалось нагнетать в камеру горения при помощи компрессора. После горения горючей смеси ее предлагалось подавать с большой скоростью на лопатки рабочего колеса, на котором должна производиться работа расширения газа. Для предотвращения перегрева турбины от действия высоких температур предполагалось охлаждение продуктов горения впрыском воды в камеру горения.
Изобретение Барбера не было реализован на практике. Кроме того, изобретение и развитие паровых турбин несколько затормозило развитие газовых турбин.
В 1972 году немецкая фирма Kraftwerk-Union AG из города Бонна экспонировала действующую модель газовой турбины Барбера на Ганноверской ярмарке.